# Ти (философия)
Ти (кит. упр. 体, пиньинь 體, палл. tǐ) — понятие китайской философии, обозначающее субстанцию или тело. Философ-неоконфуцианец Чжан Цзай описал ти как «то, что никогда не отсутствует, что есть во всех трансформациях».
В неоконфуцианстве это понятие часто ассоциируется с ти-ён, что означает «использование» или «функция». Эта функция подчёркивает связь между активностью «ён» вещи или её реакцией на стимуляцию. Подобно концепциям нэй-вай («внутреннее-внешнее») и бэн-мо («корень-ветвь»), понятие «ти-ён» занимает центральное место в китайской метафизике. Эта связь должна продемонстрировать подлинный смысл двух истин и взаимосвязь между ними.